# Народни тршида (станция метро)
«На́родни тршида» (чеш. Národní třída) — станция пражского метрополитена, расположена на линии B, на её самом старом участке I.B, под Троицкой церковью у Спаленой улицы. Проектное название Пу́ркинёва (чеш. Purkyňova), позже было выбрано название более крупной улицы. Станция начала функционировать 2 ноября 1985 года.

## Историческое развитие
Построить здесь станцию метро было в планах с самых первых проектов ещё со времён Первой Республики хотя часто рассматривалось место вокруг Национального театра. Именно настоящее место было выбрано по плану 1970 года, согласно которому и было начато строительство через 7 лет.
На постройку в 1977—1985 годах было выделено 344 миллиона крон. Изначально планировались 2 выхода, несмотря на это и для построенного одного пришлось снести много исторических зданий. Кроме вестибюля метро была построена и маленькая площадь с современным застеклённым фонтаном, автором которого были Павел Трнка (чеш. Pavel Trnka) и Збынек Кабелик (чеш. Zbyněk Kabelík). 
С мая 2011 до закрытия станции на ремонт действовал вертикальный лифт для инвалидных колясок.

## Наводнение 2002 года
В 2002 году станция была затоплена из-за обширного наводнения, работа станции была возобновлена, только непосредственно к началу 2003 года.

## Реконструкция
10 июля 2012 года станция закрыта. За время реконструкции снесли вестибюль вместе со всеми техническими подпорами наверху, сократили эскалаторный туннель, объединили вестибюль со вторым подземным этажом многофункционального объекта Copa Centrum Národní, у которого построили и несколько надземных этажей общей площадью 50 000 м2; в подземной части по соседству с вестибюлем разместили парковку на 250 машин; перестроили посадочную платформу
В сентябре 2012 года наземный вестибюль станции был снесён, а в 2013 году станция осталась без освещения. После строительства нового наземного вестибюля и перестройки станция была вновь открыта 27 июня 2014 года.